# Institut international des sciences administratives
 (juillet 2020).
Si vous disposez d'ouvrages ou d'articles de référence ou si vous connaissez des sites web de qualité traitant du thème abordé ici, merci de compléter l'article en donnant les références utiles à sa vérifiabilité et en les liant à la section « Notes et références ».
L’Institut international des Sciences administratives (IISA) est une association internationale à vocation scientifique, dont l'objet est la science administrative. Sa section française est l'Institut français des sciences administratives.

## Introduction
Établi en 1930, l’Institut international des Sciences administratives (IISA) est une association internationale à vocation scientifique dont le siège se trouve à Bruxelles. En tant qu’organisation internationale non gouvernementale, elle axe son activité sur l’étude de l’administration publique et offre, dans le domaine des études comparatives, un forum où sont présentées et discutées les expériences pratiques et les analyses théoriques des spécialistes en administration publique — praticiens et scientifiques — du monde entier et de toutes cultures. L’Institut s’intéresse en outre à toutes les questions relatives à l’administration publique contemporaine tant au niveau national qu’international. Chaque année, l'IISA :
- organise trois conférences dans trois pays distincts à travers le monde accueillant plus de 900 participants ;
- publie un à deux ouvrages ;
- publie quatre numéros de sa prestigieuse Revue internationale des Sciences administratives (en français, anglais, espagnol et chinois mandarin) ;
- gère un budget d’approximativement 1 million d’euros ;
- conduit et dirige les activités de ses quatre-vingt-dix États Membres et Sections Nationales.

L’Institut comprend une organisation spécialisée : 
- l’Association internationale des Écoles et Instituts d’administration (AIEIA) ;

Trois organisations régionales : 
- le Groupe européen pour l’administration publique (GEAP)
- le Groupe latino-américain pour l’administration publique (GLAP)
- le Groupe asiatique pour l’administration publique (GAAP)

Elles organisent respectivement des études, recherches et activités de réseaux.

## Adhésion
L'IISA compte des membres dans toutes les régions du monde ainsi que de nombreuses organisations internationales. L'adhésion à l'IISA est ouverte : 
- à tout État ;
- à toute organisation internationale gouvernementale instituée par un traité et composée au moins en partie d'États membres de l'IISA ;
- à toute organisation internationale non-gouvernementale ;
- aux « sections nationales », c'est-à-dire aux groupements de personnes professionnellement qualifiées, dans des pays membres ou non de l'IISA, intéressés par ses objectifs et désireux de collaborer étroitement avec lui ;
- aux « membres collectifs », c'est-à-dire aux institutions ou associations dûment constituées, ayant sur le plan international, national ou régional, des activités dans le domaine de l'administration publique.

## Organisation
Les instances dirigeantes de l'Institut international des Sciences administratives comportent :
- la présidence ;
- l'assemblée générale ;
- le conseil d'administration ;
- le comité scientifique et des programmes ;
- le comité des finances ;
- la direction générale.

Le conseil d'administration assure la direction et le contrôle de l'Institut, arrête les propositions du comité scientifique et des programmes ainsi que l'agenda des activités de l'Institut et établit, conformément aux directives du conseil d'administration, son budget annuel. Son président, qui porte aussi le titre de président de l'Institut international des sciences administratives, est le Prof. Dr. Pan Suk Kim de la Yonsei University, Séoul, Corée du Sud.
L'assemblée générale fixe les orientations des travaux de l'Institut et détermine les modalités d'action de ses services. Il approuve le budget et arrête les comptes sur le rapport du commissaire aux comptes qu'il désigne. Membres du conseil d'administration : représentants des États, sections nationales et organisations internationales (voir  membres de l'IISA) se réunissent sous la direction du président de l'IISA.
La direction générale est l'organe de gestion quotidienne de l'Institut. Située à Bruxelles, elle est dirigée par Sofiane Sahraoui ( Tunisie) , Directeur général.

## Institut français des sciences administratives
L'Institut international est présent dans de nombreux pays dont la France avec l'Institut français des sciences administratives créé en 1947 par René Cassin.
L'Institut organise deux colloques par an en collaboration avec de prestigieuses institutions comme l'Unesco.
En 2009, le directeur général de l'Institut international des sciences administratives, Rolet Loretan s'est rendu à Paris pour assister au colloque de l'Institut français des sciences administratives organisé au Conseil d'État sur le thème : "Sécurité publique, partenariat puissance publique, acteurs privés." Plus d'infos sur le blog de l'IFSA.